# Стирсудден
Стирсудден (швед. Styrsudden, фин. Seivästön majakka) — действующий маяк на северном берегу Финского залива, на мысе Стирсудден (швед. Styrsunds udde) в Выборгском районе Ленинградской области, около посёлка Озерки.

## История
Был построен в 1872 г. по приказу адмирала флота великого князя Константина на Сейвястовском мысу.
До его появления возле Сейвясто тонуло много судов, ведомых в те времена лишь по мореходным вехам, так как в этом районе у берега много мелей, и плавание здесь было опасным.
Строили маяк эстонские рабочие, кирпич привозили из Таллина.
Начальником маяка был назначен Отто Вильгельм фон Люде. После его смерти должность унаследовал его зять, эстонец Петер Марьяк.
С 1914 г. начальником маяка стал Трофимов, а в 1918 г. его место занял морской капитан Эмиль Виркки, который прослужил на маяке вплоть до начала Зимней войны.
В 1919 г. близ маяка подорвался на мине английский военный корабль. Команду успели спасти, но 9 моряков были извлечены из воды уже мёртвыми. Их похоронили около маяка. Жена смотрителя Лидия Виркки заботливо ухаживала за могилами вплоть до зимы 1939 г.
Маяк был взорван в начале Зимней войны в 1939 году.

### В. И. Ленин
В июне 1907 г., около маяка, на даче профессора Н. М. Книповича вместе с женой и тещей жил В. Ленин.
В 1907 г. после V съезда РСДРП Ленин, как вспоминает Н. К. Крупская, устал до крайности, нервничал, не ел. В это время Л. М. Книпович, известная под партийной кличкой «Дяденька», предложила ему приехать в Стирсудден. Так как слежка полиции за дачей «Ваза» в Куоккала, где жил Ленин до отъезда в Лондон, усилилась, Ленин на месяц перебрался на «Маяк революционеров», как называли Стирсудден близкие друзья Книповичей.
Большую часть своего отдыха Ленин и Крупская проводили у моря или в прогулках на старых велосипедах, которые, как вспоминает Н. К. Крупская, приходилось постоянно ремонтировать.
Иногда Ленин ходил слушать музыку на соседнюю дачу, где в то время жил Д. И. Лещенко. Родственница Книповичей Ксения Ивановна обладала хорошим голосом, и Владимир Ильич с удовольствием слушал её пение.